# Pogórze (województwo śląskie)

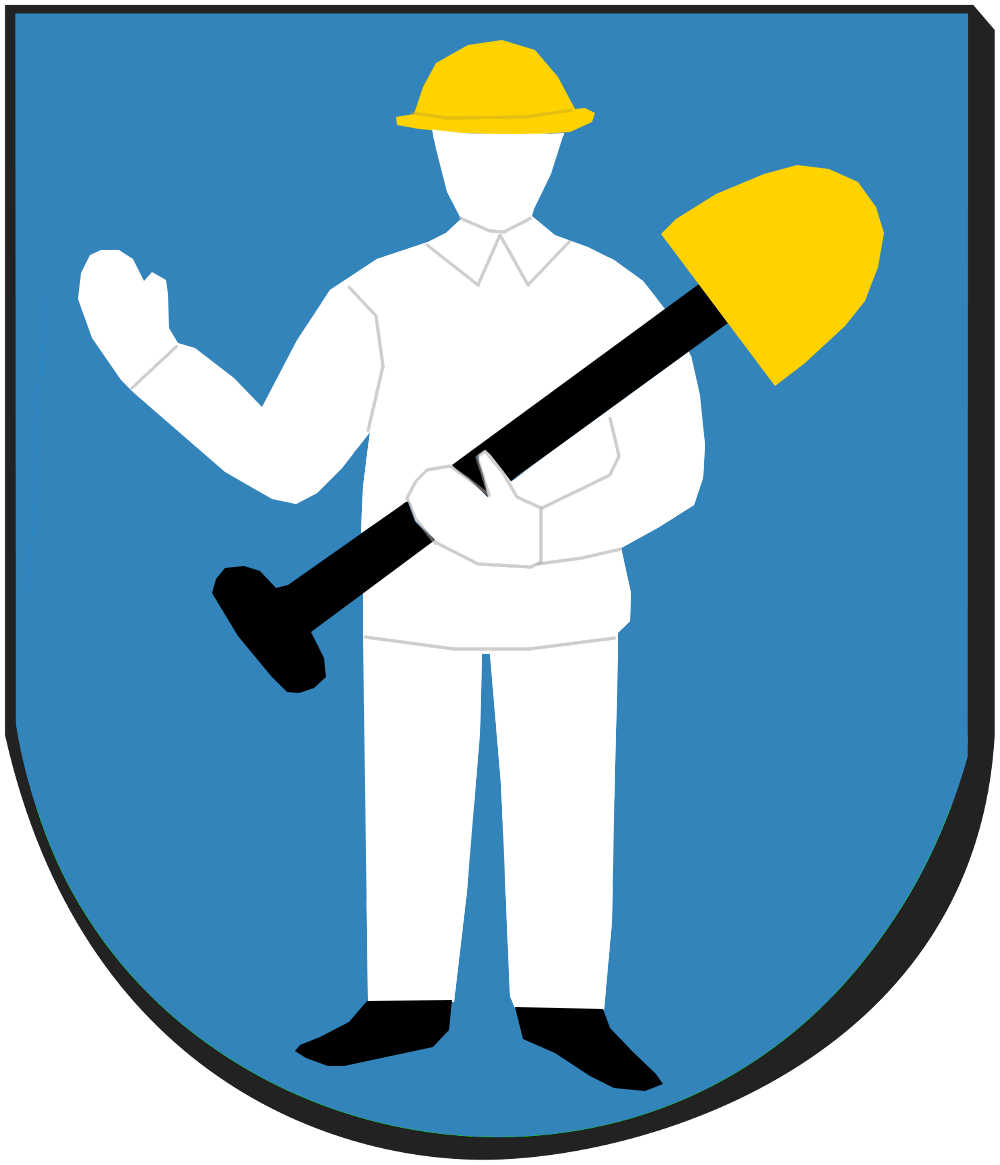
Nieoficjalny herb wsi Pogórze

Pogórze (cz. Pohoří, niem. Pogorsch) – wieś sołecka w Polsce położona w województwie śląskim, w powiecie cieszyńskim, w gminie Skoczów. Wieś leży w historycznych granicach regionu Śląska Cieszyńskiego. Powierzchnia sołectwa wynosi 863 ha, a liczba ludności 2092, co daje gęstość zaludnienia równą 242,4 os./km².

## Części wsi
| SIMC    | Nazwa     | Rodzaj    |
| ------- | --------- | --------- |
| 0067493 | Bajerki   | część wsi |
| 0067501 | Dębina    | część wsi |
| 0067518 | Dziedzina | część wsi |
| 0067524 | Kopaniny  | część wsi |
| 0067530 | Wądolec   | część wsi |

## Historia
Miejscowość po raz pierwszy wzmiankowana została w łacińskim dokumencie Liber fundationis episcopatus Vratislaviensis (pol. Księga uposażeń biskupstwa wrocławskiego), spisanej za czasów biskupa Henryka z Wierzbna ok. 1305 w szeregu wsi zobowiązanych do płacenia dziesięciny biskupstwu we Wrocławiu, w postaci ithem in Pogorsz. Zapis ten (brak określenia liczby łanów, z których będzie płacony podatek) wskazuje, że wieś była w początkowej fazie powstawania (na tzw. surowym korzeniu), co wiąże się z przeprowadzaną pod koniec XIII wieku na terytorium późniejszego Górnego Śląska wielką akcją osadniczą (tzw. łanowo-czynszową). Wieś politycznie znajdowała się wówczas w granicach utworzonego w 1290 piastowskiego (polskiego) Księstwa Cieszyńskiego, będącego od 1327 lennem Królestwa Czech, a od 1526 roku w wyniku objęcia tronu czeskiego przez Habsburgów wraz z regionem aż do 1918 roku w monarchii Habsburgów (potocznie Austrii).
Miejscowość wraz z jej częściami: Dembiną i Bajerkami wymienia pod koniec XIX wieku Słownik geograficzny Królestwa Polskiego. Wieś zajmowała całkowity obszar 1488 mórg. Według spisu z 1880 roku we wsi znajdowały się 103 budynki, w których mieszkało 890 mieszkańców w tym 415 mężczyzn oraz 475 kobiet. 650 z nich było wyznania katolickiego, 232 protestanckiego, a 8 wyznawało judaizm. Pod względem etnicznym 848 mieszkańców było polskojęzycznymi, 42 niemieckojęzycznymi. We wsi znajdowała się polska szkoła ludowa.
Według austriackiego spisu ludności z 1900 w 108 budynkach w Pogórzu na obszarze 858 hektarów mieszkało 860 osób, co dawało gęstość zaludnienia równą 100,2 os./km². z tego 639 (74,3%) mieszkańców było katolikami, 209 (24,3%) ewangelikami a 12 (1,4%) wyznawcami judaizmu, 792 (92,1%) było polsko-, 55 (6,4%) niemiecko- a 12 (1,4%) czeskojęzycznymi. Do 1910 roku liczba mieszkańców wzrosła do 862, z czego 861 było zameldowanych na stałe, 799 (92,8%) było polsko-, 61 (7,1%) niemieckojęzycznymi a 1 czeskkojęzyczna, 636 (73,8%) było katolikami, 217 (25,2%) ewangelikami a 9 (1%) wyznawcami judaizmu.
W wyborach na XI kadencję austriackiej Rady Państwa w 1907 w Pogórzu wygrał Józef Londzin (Związek Śląskich Katolików) ze 113 głosami nad Janem Sztwiertnią (45 głosów, byłym członkiem Związku Śląskich Katolików, postrzeganym jako kandydat neutralny narodowościowo z poparciem miejscowym Niemców), a w 1911 Londzin wygrał ponownie (95 głosów) nad Józefem Kożdoniem (57 głosów, Śląska Partia Ludowa) i Józefem Chobotem (3 głosy).
Po zakończeniu I wojny światowej Pogórze wraz z całym Śląskiem Cieszyńskim stało się punktem sporu pomiędzy Polską i Czechosłowacją. W 1918 roku na bazie Straży Obywatelskiej lokalni Polacy utworzyli w miejscowości oddział Milicji Polskiej Śląska Cieszyńskiego podlegający 14 kompanii Milicji w Skoczowie pod dowództwem ppor. Bączka.
W latach 1975–1998 miejscowość położona była w województwie bielskim.
Miejsce odbywania się corocznej imprezy sportowej Crossu świętojańskiego, która nawiązuje do tradycji palenia świętojańskich ognisk na Śląsku Cieszyńskim.
Pozycja skoczów
Pozycja skoczów to grupa 6 schronów polowych wybudowane przez wojsko polskie w 1939 roku. wszystkie bunkry zostały wysadzone przez uciekających Niemców w 1945 roku i niestety zachowały się nieliczne pozostałości https://atrakcje.slask.pl/atrakcje/skoczow-pozycja-skoczow-54842.html (tu zobaczysz dodatkowe informacje)

## Religia
Na terenie wsi działalność duszpasterską prowadzi Kościół rzymskokatolicki (parafia Najświętszej Maryi Panny Królowej Polski).

## Galeria

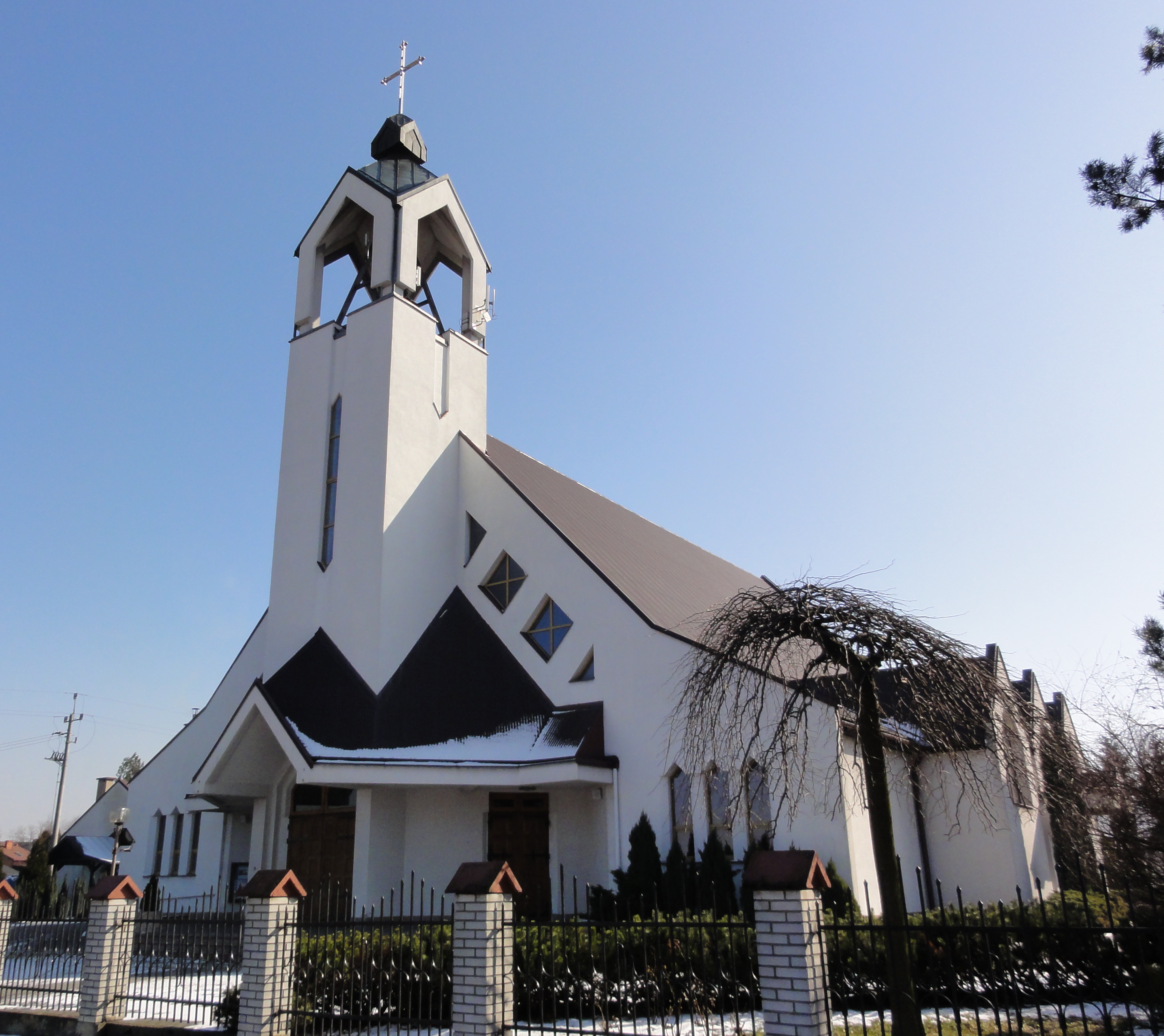
Kościół NMP Królowej Polski
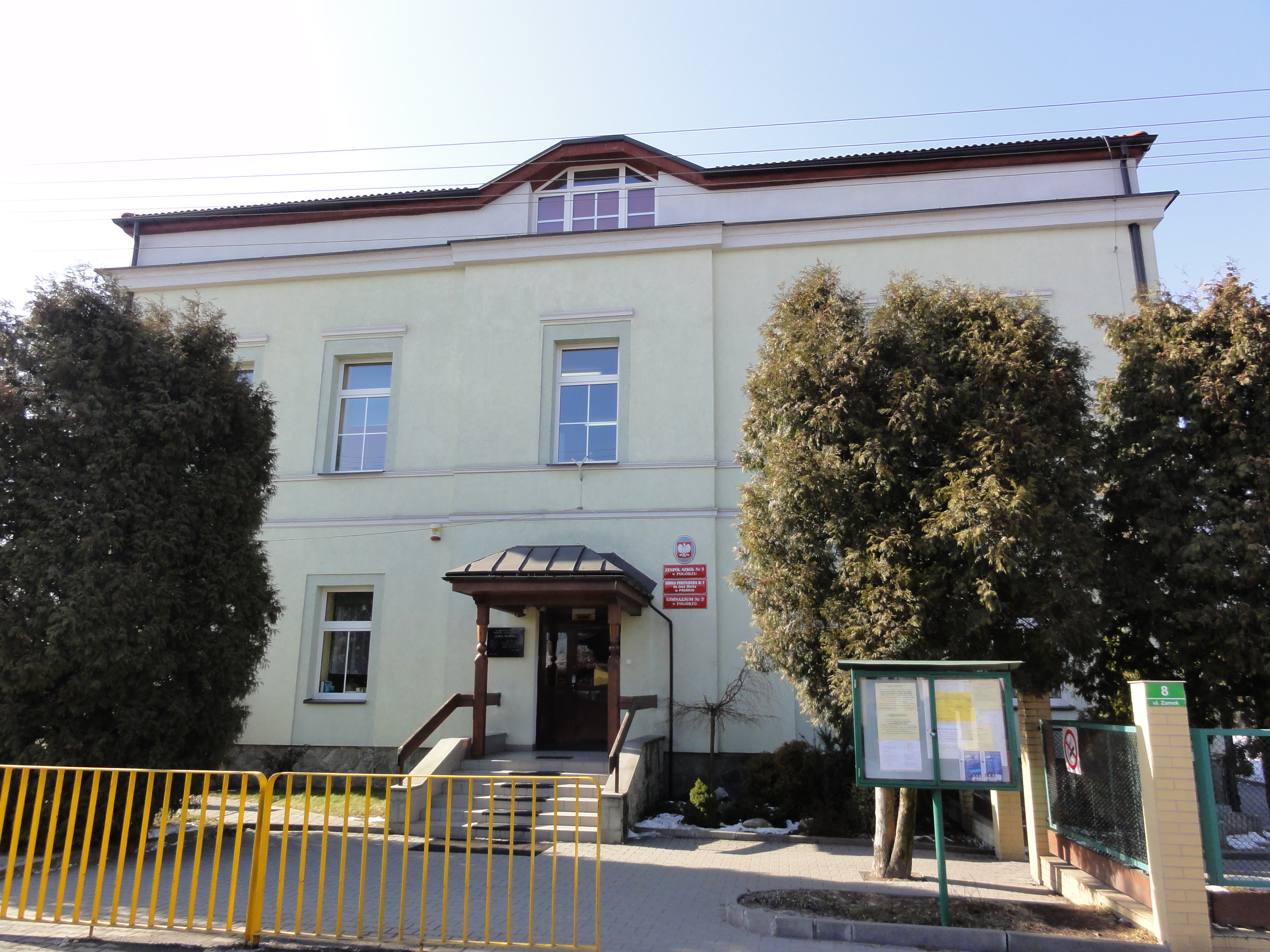
Zespół Szkół Nr 5
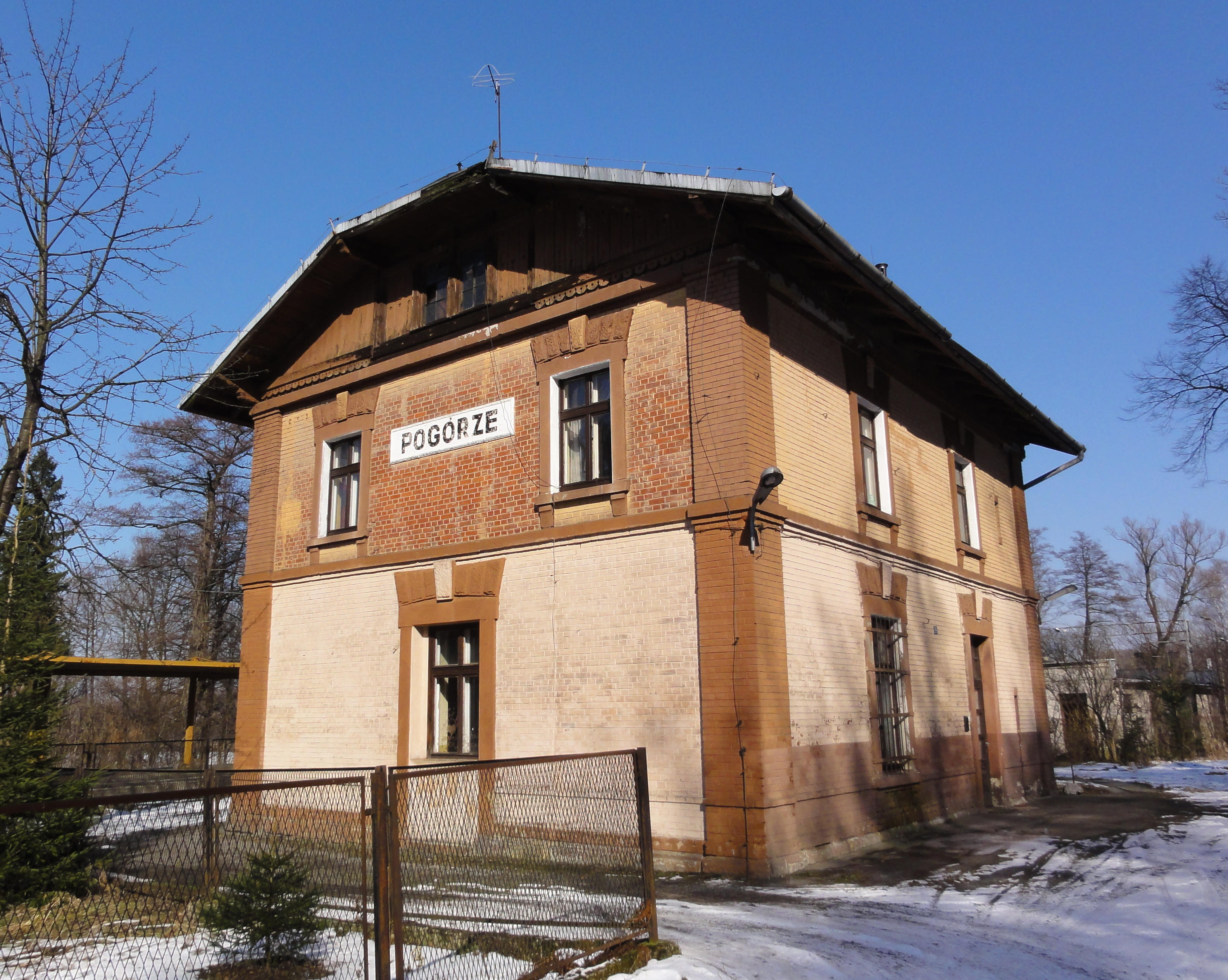
Stacja kolejowa
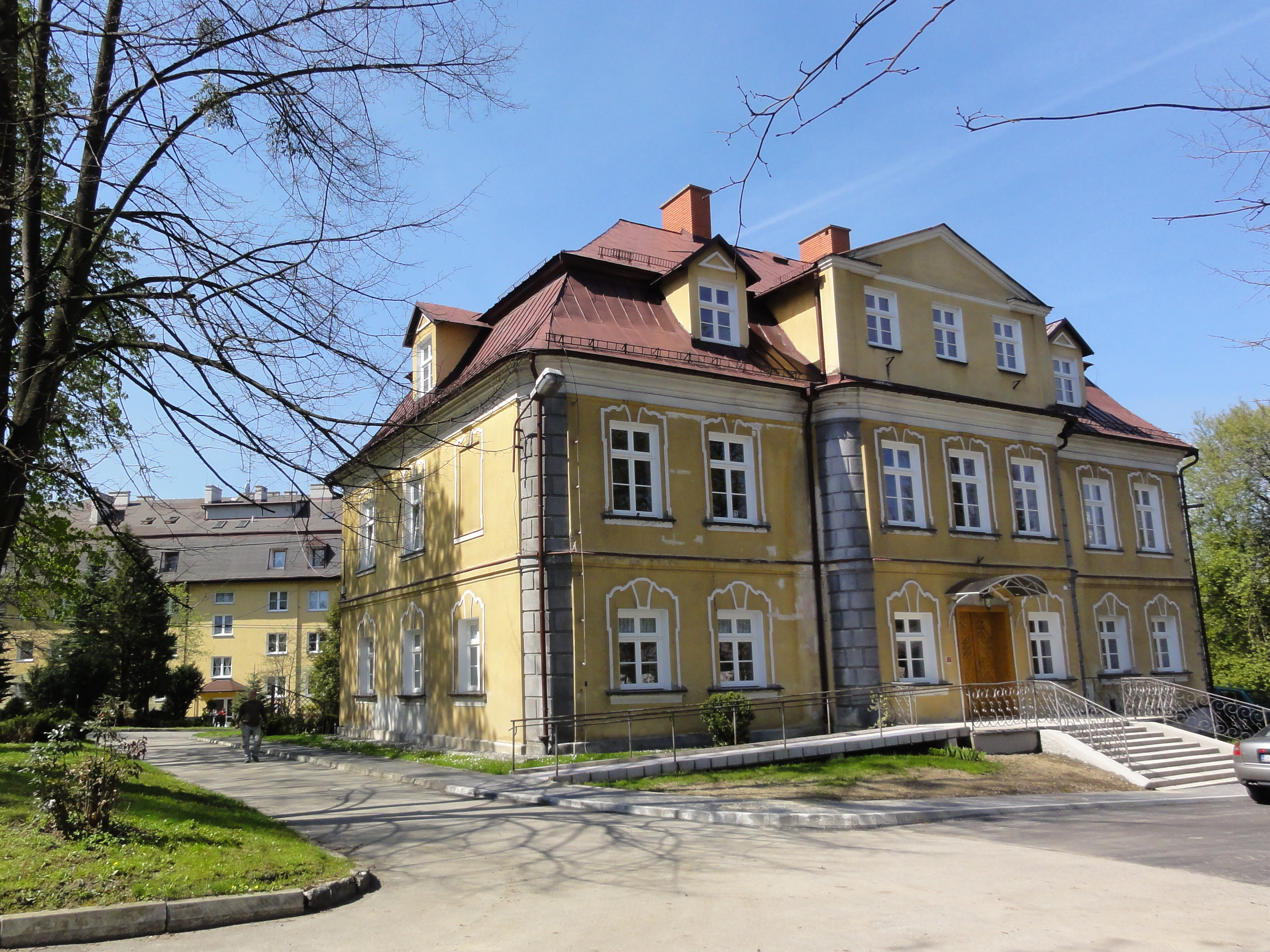
Zabytkowy dwór (ob. Powiatowy Dom Pomocy Społecznej)